# 2019-es kínai TCR-szezon
A 2019-es kínai TCR-bajnokság a széria harmadik idénye volt. A szezon május 3-án kezdődött meg a Zhuhai International Circuit helyszínén és október 27-én ért véget a Zhuzhou International Circuit aszfaltcsíkján. A bajnoki címet Huang Csu Han nyerte meg.

## Versenynaptár
| Verseny | Verseny | Pálya                          | Pályarajz      | Dátum          | További események        |
| ------- | ------- | ------------------------------ | -------------- | -------------- | ------------------------ |
| 1       | 1       | Zhuhai International Circuit   |                | május 3.       | ázsiai TCR-bajnokság     |
| 1       | 2       | Zhuhai International Circuit   | május 4.       |                | ázsiai TCR-bajnokság     |
| 2       | 3       | Shanghai International Circuit |                | június 1.      | ázsiai TCR-bajnokság     |
| 2       | 4       | Shanghai International Circuit | június 2.      |                | ázsiai TCR-bajnokság     |
| 3       | 5       | Zhejiang International Circuit |                | július 6.      | ázsiai TCR-bajnokság     |
| 3       | 6       | Zhejiang International Circuit | július 7.      |                | ázsiai TCR-bajnokság     |
| 4       | 7       | Ningbo International Circuit   |                | szeptember 15. | Túraautó-világkupa       |
| 4       | 8       | Ningbo International Circuit   | szeptember 16. |                | Túraautó-világkupa       |
| 5       | 9       | Zhuzhou International Circuit  |                | október 26.    | kínai túraautó-bajnokság |
| 5       | 10      | Zhuzhou International Circuit  | október 27.    |                | kínai túraautó-bajnokság |

## Csapatok és versenyzők
| Csapat                                                     | Autó                         | #  | Versenyzők      | Forduló |
| ---------------------------------------------------------- | ---------------------------- | -- | --------------- | ------- |
| Team Artka                                                 | Volkswagen Golf GTI TCR      | 2  | Jan Csuang      | 4       |
| Hyundai Team Engstler                                      | Hyundai i30 N TCR            | 8  | Luca Engstler   | 4−5     |
| Dongfeng Honda MacPro Racing Team                          | Honda Civic Type R TCR (FK8) | 12 | Cou Sze Zsui    | 3       |
| Dongfeng Honda MacPro Racing Team                          | Honda Civic Type R TCR (FK8) | 16 | André Couto     | 4−5     |
| Dongfeng Honda MacPro Racing Team                          | Honda Civic Type R TCR (FK8) | 55 | Martin Hszie    | összes  |
| Dongfeng Honda MacPro Racing Team                          | Honda Civic Type R TCR (FK8) | 77 | Daniel Lloyd    | összes  |
| Champ x T. A. Motorsport                                   | Audi RS 3 LMS TCR            | 26 | Filipe de Souza | 1−2     |
| Champ x T. A. Motorsport                                   | Audi RS 3 LMS TCR            | 48 | James Wong      | 2−5     |
| Champ x T. A. Motorsport                                   | Volkswagen Golf GTI TCR      | 35 | Edward Csen     | 4       |
| Champ x T. A. Motorsport                                   | Volkswagen Golf GTI TCR      | 53 | Mike Ng         | 5       |
| Champ x T. A. Motorsport                                   | Volkswagen Golf GTI TCR      | 66 | Michael Wong    | 2       |
| Liqui Moly Team NewFaster                                  | CUPRA León TCR               | 33 | Alex Liu        | 1−2, 5  |
| Liqui Moly Team NewFaster                                  | Audi RS 3 LMS TCR            | 81 | Huang Csu Han   | összes  |
| Liqui Moly Team NewFaster                                  | Audi RS 3 LMS TCR            | 86 | Kenneth Look    | összes  |
| Leo Racing Volkswagen Team Oettinger                       | Volkswagen Golf GTI TCR      | 99 | Li Lin          | 1−2     |
| Vendégversenyzők, akik nem voltak jogosultak pontszerzésre |                              |    |                 |         |
| Team MG XPower                                             | MG 6 X-Power TCR             | 9  | Rodolfo Ávila   | 3−4     |
| Team MG XPower                                             | MG 6 X-Power TCR             | 18 | Csen-tung Csang | 3−5     |

## Eredmények

### Összefoglaló
| Verseny | Verseny | Helyszín                       | Pole-pozíció  | Leggyorsabb kör | Győztes       | Győztes                           | Listavezető   | Előny |
| Verseny | Verseny | Helyszín                       | Pole-pozíció  | Leggyorsabb kör | Versenyző     | Csapat                            | Listavezető   | Előny |
| ------- | ------- | ------------------------------ | ------------- | --------------- | ------------- | --------------------------------- | ------------- | ----- |
| 1       | 1       | Zhuhai International Circuit   | Daniel Lloyd  | Daniel Lloyd    | Daniel Lloyd  | Dongfeng Honda MacPro Racing Team | Daniel Lloyd  | 4     |
| 1       | 2       | Zhuhai International Circuit   |               | Martin Hszie    | Huang Csu Han | Liqui Moly Team NewFaster         | Daniel Lloyd  | 4     |
| 2       | 3       | Shanghai International Circuit | Martin Hszie  | Martin Hszie    | Daniel Lloyd  | Dongfeng Honda MacPro Racing Team | Daniel Lloyd  | 12    |
| 2       | 4       | Shanghai International Circuit |               | Daniel Lloyd    | Daniel Lloyd  | Dongfeng Honda MacPro Racing Team | Daniel Lloyd  | 12    |
| 3       | 5       | Zhejiang International Circuit | Daniel Lloyd  | Huang Csu Han   | Huang Csu Han | Liqui Moly Team NewFaster         | Huang Csu Han | 9     |
| 3       | 6       | Zhejiang International Circuit |               | Huang Csu Han   | Huang Csu Han | Liqui Moly Team NewFaster         | Huang Csu Han | 9     |
| 4       | 7       | Ningbo International Circuit   | Luca Engstler | Luca Engstler   | Luca Engstler | Hyundai Team Engstler             | Huang Csu Han | 18    |
| 4       | 8       | Ningbo International Circuit   |               | Luca Engstler   | Luca Engstler | Hyundai Team Engstler             | Huang Csu Han | 18    |
| 5       | 9       | Zhuzhou International Circuit  | Luca Engstler | Daniel Lloyd    | Luca Engstler | Hyundai Team Engstler             | Huang Csu Han | 2     |
| 5       | 10      | Zhuzhou International Circuit  |               | Luca Engstler   | Daniel Lloyd  | Dongfeng Honda MacPro Racing Team | Huang Csu Han | 2     |

### Versenyzők
Pontrendszer
| Helyezés   | 1. | 2. | 3. | 4. | 5. | 6. | 7. | 8. | 9. | 10. | 11. | 12. |
| ---------- | -- | -- | -- | -- | -- | -- | -- | -- | -- | --- | --- | --- |
| 1. verseny | 18 | 15 | 13 | 11 | 9  | 7  | 6  | 5  | 4  | 3   | 2   | 1   |
| 2. verseny | 20 | 17 | 14 | 12 | 10 | 8  | 6  | 5  | 4  | 3   | 2   | 1   |

| Helyezés                                                   | Versenyző       | ZHU | ZHU | SHA | SHA | ZHE | ZHE | NIN | NIN | ZHZ | ZHZ | Pont |
| ---------------------------------------------------------- | --------------- | --- | --- | --- | --- | --- | --- | --- | --- | --- | --- | ---- |
| 1.                                                         | Huang Csu Han   | 4   | 1   | 3   | 2   | 1   | 1   | 5   | 2   | 5   | 6   | 142  |
| 2.                                                         | Daniel Lloyd    | 1   | 2   | 1   | 1   | Kiz | 2   | 2   | Ki  | 2   | 1   | 140  |
| 3.                                                         | Kenneth Look    | 5   | 5   | 4   | 3   | 2   | 3   | 7   | 6   | 6   | 4   | 104  |
| 4.                                                         | Martin Hszie    | 3   | Ki  | 2   | Ki  | 3   | 7   | 3   | Ki  | 4   | 3   | 85   |
| 5.                                                         | Luca Engstler   |     |     |     |     |     |     | 1   | 1   | 1   | 2   | 73   |
| 6.                                                         | Alex Liu        | 6   | 4   | 6   | 4   |     |     |     |     | 7   | 8   | 49   |
| 7.                                                         | James Wong      |     |     | 7   | 5   | 6   | 8   | 11  | 7   | 8   | 9   | 45   |
| 8.                                                         | André Couto     |     |     |     |     |     |     | 4   | Ki  | 3   | Ki  | 24   |
| 9.                                                         | Li Lin          | Ki  | 3   | 5   | Ki  |     |     |     |     |     |     | 23   |
| 10.                                                        | Filipe de Souza | 2   | Ki  | 9†  | Ki  |     |     |     |     |     |     | 19   |
| 11.                                                        | Cou Sze Zsui    |     |     |     |     | 5   | 6   |     |     |     |     | 17   |
| 12.                                                        | Jan Csuang      |     |     |     |     |     |     | 9   | 5   |     |     | 14   |
| 13.                                                        | Michael Wong    |     |     | 8   | 6   |     |     |     |     |     |     | 13   |
| 14.                                                        | Mike Ng         |     |     |     |     |     |     |     |     | 9   | 7   | 10   |
| 15.                                                        | Edward Csen     |     |     |     |     |     |     | 8   | Kiz |     |     | 5    |
| Vendégversenyzők, akik nem voltak jogosultak pontszerzésre |                 |     |     |     |     |     |     |     |     |     |     |      |
| -                                                          | Csen-tung Csang |     |     |     |     | 4   | 4   | 6   | 3   | 10† | 5   |      |
| -                                                          | Rodolfo Ávila   |     |     |     |     | 7   | 5   | 10  | 4   |     |     |      |
| Helyezés                                                   |                 | ZHU | ZHU | SHA | SHA | ZHE | ZHE | NIN | NIN | ZHZ | ZHZ | Pont |

### Csapatok
| Helyezés                                              | Csapat                               | ZHU | ZHU | SHA | SHA | ZHE | ZHE | NIN | NIN | ZHZ | ZHZ | Pont |
| ----------------------------------------------------- | ------------------------------------ | --- | --- | --- | --- | --- | --- | --- | --- | --- | --- | ---- |
| 1.                                                    | Liqui Moly Team NewFaster            | 4   | 1   | 3   | 2   | 1   | 1   | 5   | 2   | 5   | 6   | 248  |
| 1.                                                    | Liqui Moly Team NewFaster            | 5   | 5   | 4   | 3   | 2   | 3   | 7   | 6   | 6   | 4   | 248  |
| 2.                                                    | Dongfeng Honda MacPro Racing Team    | 1   | 2   | 1   | 1   | Kiz | 2   | 2   | Ki  | 2   | 1   | 238  |
| 2.                                                    | Dongfeng Honda MacPro Racing Team    | 3   | Ki  | 2   | Ki  | 3   | 7   | 3   | Ki  | 4   | 3   | 238  |
| 3.                                                    | Champ x T. A. Motorsport             | 2   | Ki  | 7   | 5   | 6   | 8   | 11  | 7   | 8   | 9   | 88   |
| 3.                                                    | Champ x T. A. Motorsport             |     |     | 8   | 6   |     |     | 8   | Kiz | 9   | 7   | 88   |
| 4.                                                    | Hyundai Team Engstler                |     |     |     |     |     |     | 1   | 1   | 1   | 2   | 73   |
| 5.                                                    | Leo Racing Volkswagen Team Oettinger | Ki  | 3   | 5   | Ki  |     |     |     |     |     |     | 23   |
| 6.                                                    | Team Artka                           |     |     |     |     |     |     | 9   | 5   |     |     | 14   |
| Csapatok, amelyek nem voltak jogosultak pontszerzésre |                                      |     |     |     |     |     |     |     |     |     |     |      |
| -                                                     | Team MG XPower                       |     |     |     |     | 4   | 4   | 6   | 3   | 10† | 5   | -    |
| -                                                     | Team MG XPower                       |     |     |     |     | 7   | 5   | 10  | 4   |     |     | -    |
| Helyezés                                              | Csapat                               | ZHU | ZHU | SHA | SHA | ZHE | ZHE | NIN | NIN | ZHZ | ZHZ | Pont |